# Piter de Vries

Piter de Vries interpretato da Brad Dourif nel film Dune, 1984

Piter de Vries è un personaggio immaginario presente nel romanzo di fantascienza Dune di Frank Herbert e ripreso ne Il preludio a Dune. Nel film Dune del 1984 è stato interpretato da Brad Dourif, mentre nel film Dune del 2021 è stato interpretato da David Dastmalchian. È un Mentat distorto al servizio dei malvagi Harkonnen.

## Descrizione
Piter de Vries è un ghola creato dal Bene Tleilax dalle cellule di un Mentat defunto, e cresciuto in una vasca di carne Tleilaxu. Educato come Mentat distorto, viene venduto alla Casa Harkonnen, servendo prima il barone Abulurd, e poi il fratellastro maggiore, Vladimir, con il quale intrattiene rapporti assai difficili e quasi mortali. De Vries si rivela un individuo scaltro, crudele, freddo ed egocentrico. In molte occasioni si diverte a suscitare le ire del barone, e, proprio come lui, ha scarsa stima e considerazione per Glossu Rabban, il nipote di Vladimir e per anni erede designato della Casa Harkonnen.
Partecipa alla progettazione del complotto per abbattere la Casa Atreides di Caladan, riducendone il prestigio nel Landsraad. In tale cospirazione è coinvolto perfino l'imperatore Shaddam IV di Casa Corrino. Appena terminata la presa del potere su Arrakis, condotta tramite le armate Sardaukar dell'imperatore con le uniformi degli Harkonnen, il Mentat viene ucciso dal duca Leto Atreides, preso in ostaggio, il quale, narcotizzato, rompe un finto dente e gli soffia in faccia del gas velenoso, scambiandolo per il barone Harkonnen. Viene sostituito da Thufir Hawat, il Mentat degli Atreides, il quale trama segretamente per vendicare il duca Leto uccidendo il barone.